# Oxycera muscaria
Oxycera muscaria är en tvåvingeart som först beskrevs av Fabricius 1794.  Oxycera muscaria ingår i släktet Oxycera och familjen vapenflugor. Inga underarter finns listade i Catalogue of Life.